# Forner camaclar
El forner camaclar (Furnarius leucopus) és una espècie d'ocell de la família dels furnàrids (Furnariidae).
Habita sabanes, boscos, matolls de ribera, terres de conreu i vegetació costanera de les terres baixes del nord de Colòmbia i per l'est dels Andes del nod-oest deVeneçuela, Guyana, nord-est del Perú, Brasil amazònic i oriental i nord i est de Bolívia.